# Sándwich de tocino

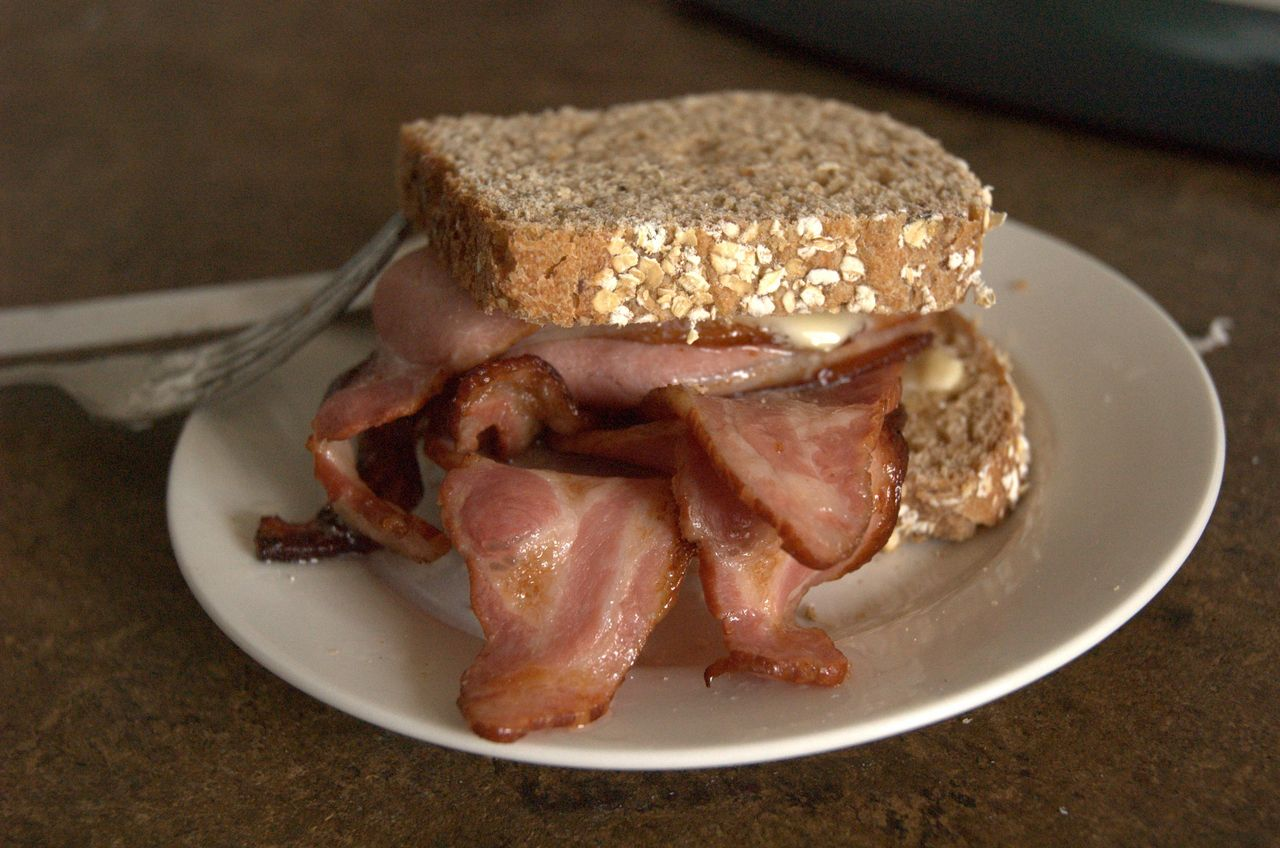
Dos rebanadas de pan, mantequilla y tocino, armando un sándwich.

El sándwich de tocino, emparedado de tocino o de panceta es un tipo de sándwich hecho con tocino frito entre dos rebanadas de pan, por lo general untado con mantequilla o mayonesa. Frecuentemente se acompaña con alguna salsa, como kétchup o salsa de carne. La salsa HP se anuncia en el Reino Unido y Canadá como el complemento perfecto para el sándwich de tocino. 
Suelen añadírsele otros ingredientes como salchicha, queso, huevos revueltos o fritos, champiñones y baked beans (frijoles guisados en salsa de tomate). Una variante del sándwich de tocino es el BLT (hecho con tocino, lechuga y tomate), muy popular en Estados Unidos.
Los sándwiches de tocino son uno de los platos favoritos a cualquier hora del día en todo el Reino Unido. Muy raramente se le encontrará en los menús de los restaurantes de lujo, pero se sirve con frecuencia en lugares tipo greasy spoon (locales de venta de comida barata).